# نقابة الطيارين المدنيين المصرية
نقابة الطيارين المدنيين المصرية (بالإنجليزية: Egyptian Civilian Pilots Syndicate)‏ تأسيس اتحاد في شكل نقابة مستقلة للطيارين المدنيين ، كان حلما لكل الطيارين ولسنوات عديدة . وپعد جهود طيبة من بعض الطيارين ، تحول الحلم إلي حقيقة و أصبح للطيارين المدتيين نقابة . والنقابة تعني القوة والعون لكل الطيارين ، ولكل طيار علي حدة .

## فكرة إنشاء النقابة
فكرة إنشاء نقابة مستقلة بدأت منذ عام 1984 بإنشاء رابطة طيارين الخطوط الجوية ، واستمرت المحاولة لتحويل هذه الرابطة إلى نقابة مستقلة ، ولكن قيادات النظام السابق أحالت دون ذلك، إلى أن أصدر الدكتور أحمد البرعي وزير القوى العاملة والهجرة إطلاق الحريات النقابية في مصر.

## النشأة
في يوم الخميس الموافق 23 يونيو 2011 ، انطلق عمل مجموعة من الطيارين المدنيين المصريين بكل جدية ، لتحقيق حلم مئات الطيارين في إنشاء نقابة مستقلة . وكان هذا العمل بالتوازي مع العمل على توحيدهم وتوحيد صفهم وكلمتهم . 

### تأسيس النقابة
قد قدم مؤسسو النقابة جهودا كبيرة كانت محل تقدير ودعم جماهير الطيارين حتي تبلورت الفكرة ورأت النور ، و وضعت في إطرها وأسسها القانونية والدستورية بموجب القانون رقم 35 لسنة 1976، وفقا لاتفاقية منظمة العمل الدولية رقم 87 لسنة 1948 .والنقابة تم تأسيسها باعتبارها نقابة مستقلة للطيارين المدنيين طبقا لخطابات الاعتماد المرسلة من النقابة إلى وزارة القوى العاملة ، والتي بدورها قامت بإرسال لجنة معتمدة من قبل وزارة القوى العاملة للإشراف على تطبيق جميع القواعد المنظمة للعملية الانتخابية ، من بدايتها وحتى إعلان النتيجة للفائزين برئاسة النقابة وأعضاء مجلس الإدارة ، لأول نقابة طيارين مدنيين في مصر . و من هناك تم مخاطبة وزير الطيران ورؤساء شركات الطيران بخطابات رسمية تعلمهم بالتأسيس الرسمي لنقابة الطيارين المدنيين ، برئاسة طيار مصري ، وفقا للاتفاقيات الدولية ، والتي أعطت الحق للعمال في تشكيل وتكوين وإدارة منظماتهم بكل الحرية النقابية والديمقراطية متمتعين بالاستقلالية المطلوبة .

### المؤسسين
- مجموعة العمل التي جاهدت من أجل إنشاء النقابة :

( كابتن طيار/ حاتم رشدي ، كابتن طيار/ مالك بيومي ، كابتن طيار/ رشدي زكريا ، كابتن طيار/ عاطف عزالدين ، كابتن طيار/ حسن منير ، كابتن طيار/ محمد خالد ، كابتن طيار/ عمر رشدي ، كابتن طيار/ جواد العدل ، كابتن طيار/ إيهاب رمزي ، كابتن طيار/ محمد أرمان ، كابتن طيار/ خالد رفعت ، كابتن طيار/ محمد فيصل ، كابتن طيار/ احمد محروس ، طيار/ مصطفي موسي ، طيار/ شهاب خالد ، طيار/ احمد مشعل ، طيار/ احمد عبد المجيد )

## أهداف النقابة
النقابة ستستهدف 3 فئات من الطيارين:
- حديثو التخرج :[4] لمساعدتهم في إيجاد فرص عمل في شركات الطيران المحلية والعالمية.[5][6]
- البرنامج إحصائى: عمل برنامج إحصائى لمن يرغب في تعلم فنون الطيران يرتبط مع فرص العمل المتاحة حتى لا يتخرج الخريجون ولا يجدون فرص عمل .
- الطيارين الحاليين والخارجين على المعاش: تستهدف النقابة الطيارين الحاليين والخارجين على المعاش[7]، وذلك بالحفاظ على حقوقهم المادية والفنية ورعاية أسرهم بعد الوفاة .

## الأعضاء
- عدد الاعضاء

الفكرة الوليدة أصبحت عملاقة بفضل جهود المؤسسين ووعي الأعضاء ، الذين تضمهم النقابة و هم أكثر من 1,800 عضو .
- العضوية

1. النقابة لا تمييز فيها بين الطيارين العاملين وغير العاملين في رعاية مصالحهم .
2. وتشمل النقابة أيضا جميع العاملين في جميع شركات الطيران وذلك من أجل رفع مستوى الحياة المهنية والعلمية والثقافية .
3. إقرار لائحة شرف من شأنها الحفاظ على احترام المهنة ، مع مراعاة المبادئ والأنظمة المعمول بها طبقا للقواعد الأخلاقية واللياقة والمظهر العام للطيارين المصريين أثناء قيامهم بعملهم داخل البلاد وخارجها ، إلى الالتزام بقواعد وقوانين شركات الطيران المحلية والدولية ، لضمان سلامة الطيران .

## أعضاء مجلس الإدارة
1. النقيب: الطيار/ أشرف عبد الباقي[8]
2. نائب النقيب: الطيار/ محمد عصام[9]
3. الأمين العام: الطيار/ أحمد مشعل[9]
4. نائب الأمين العام: الطيار/ هشام السيد
5. أمين الصندوق: الطيار/ محمد ارمان<[10]
6. نائب أمين الصندوق: الطيار/ أكرم خليل الحصري[10]